# 의화 (북량)
의화(義和)는 중국 북량(北凉) 무선왕(武宣王)의 네 번째 연호이다. 431년 12월에서 433년 4월까지 1년 5개월 동안 사용하였다.
같은 시기에 사용된 다른 연호로는 북연(北燕)에서 사용한 태흥(太興 : 431년 ~ 436년), 송(宋)에서 사용한 원가(元嘉 : 424년 ~ 453년), 북위(北魏)에서 사용한 신가(神麚 : 428년 ~ 431년), 연화(延和 : 432년 ~ 435년)가 있다.

## 연대대조표
| 의화                | 원년            | 2년             | 3년        |
| 서력                | 431년           | 432년           | 433년      |
| 육십간지 (六十干支) | 신미(辛未)      | 임신(壬申)      | 계유(癸酉) |
| 북연 (北燕)         | 태흥(太興) 원년 | 2년             | 3년        |
| 송 (宋)             | 원가(元嘉) 8년  | 9년             | 10년       |
| 북위 (北魏)         | 신가(神麚) 4년  | 연화(延和) 원년 | 2년        |

## 같이 보기
- 중국의 연호

| 이전 연호 승현(承玄) | 중국의 연호 북량(北凉) | 다음 연호 승화(承和) |